# Lago di Baratz
Lago di Baratz – słodkowodne jezioro położone we Włoszech w północno-zachodniej części Sardynii w prowincji Sassari nieopodal plaży Porto Ferro. Lago di Baratz jest jedynym naturalnym słodkowodnym zbiornikiem wodnym na Sardynii.
Jezioro zajmuje powierzchnię 0,46 km² przy maksymalnej głębokości wynoszącej 10,8 m i obwodzie 12 km. Powierzchnia zlewni wynosi około 11 km² z najwyższym punktem położonym 413 m n.p.m., lustro wody znajduje się około 32 m n.p.m.

## Powstanie
Początki jeziora sięgają około 100 000 lat temu, kiedy to obszary te były zalane przez wody Morza Śródziemnego, następnie w efekcie ostatniego zlodowacenia i opadnięcia poziomu morza obszar ten został odsłonięty. Naniesiony wcześniej piasek w efekcie działania mistralu uformował wysokie wydmy, które zablokowały odpływ dwóch rzek Rio dei Giunchi oraz Rio Cuile Puddighinu tworząc Lago di Baratz.

## Flora i fauna
W czerwcu 1995 roku jezioro, wydmy oraz pobliskie obszary (łącznie 13 km²) zostały objęte ochroną w ramach projektu Natura 2000. Tym samym z roślin porastających pobliskie tereny można wyróżnić takie gatunki jak: sosna alepska, sosna pinia, oliwka europejska, pistacja kleista, chruścina jagodna, mirt zwyczajny, gatunki krzewów z rodzaju czystek w tym czystek szary, karłatka niska, wrzosiec drzewiasty, Cyclamen repandum z rodzaju cyklamen czy Tamarix africana z rodzaju tamaryszek.
Dodatkowo można natrafić na takie gatunki roślin jak: pałka wąskolistna, trzcina pospolita czy Juncus acutus z rodzaju Sit. Z roślin wydmowych można spotkać m.in.: perz sitowy, rukwiel nadmorska, solanka czy piaskownica zwyczajna.
Z płazów i gadów zamieszkujących tereny jezioro oraz najbliższe jego obszary: ropucha zielona, rzekotka drzewna, Discoglossus sardus z rodzaju Discoglossus czy żółw błotny. Z ptaków takie jak: perkozek zwyczajny, perkoz dwuczuby, krzyżówka, cyraneczka zwyczajna, kokoszka zwyczajna, modrzyk zwyczajny czy wierzbówka zwyczajna.

## Historia
W czasie II wojny światowej wycofujące się wojsko niemieckie, zrzuciło do jeziora duże ilości bomb. W połowie lat 90. poprzedniego wieku, kiedy poziom wody znacząco opadł oczom mieszkańców ukazały się niemieckie pozostałości. W wyniku oczyszczenia dna jeziora przez włoskie wojsko usunięto setki różnego rodzaju bomb.
Po II wojnie światowej rozpoczęto na Sardynii kampanię walki z malarią, postanowiono wyeliminować wektor, którym były głównie komary. Rozpoczęto walkę z ich siedliskami, które były obecne między innymi w rejonie wydm Lago di Baratz, postanowiono zalesić te rejony sosnami, co powodowało osuszenie obszarów ze stojącej wody.